# Victoria (Canada)
Victoria è una città del Canada, capitale della provincia della Columbia Britannica. Situata nell'estremo meridionale dell'isola di Vancouver, in inglese "Vancouver Island", è la più antica città della provincia, fu fondata come stazione commerciale nel 1841 con il nome di Fort Albert, per poi prendere il nome della regina nel 1843.
L'area metropolitana, chiamata Greater Victoria comprende la parte meridionale dell'isola di Vancouver con la città di Victoria, la penisola di Saanich e altri dodici comuni fra i quali Esquimalt, Colwood, Metchosin e Sooke per una popolazione complessiva di 367 770 abitanti, quasi la metà della popolazione totale dell'isola.
Con oltre 3 milioni e mezzo di turisti all'anno, Victoria è meta di turismo locale e internazionale ed è stata più volte premiata come una delle città più belle e vivibili del paese. È apprezzata per il porto, la costa, il clima e i giardini in stile inglese.
Victoria serve da centro per tutta l'area metropolitana e concentra discoteche, teatri, ristoranti e pub nell'area centrale. Gli eventi principali, come i fuochi d'artificio per la festa del Canada (Canada Day) e i concerti dell'orchestra sinfonica della città, vengono svolti nel centro ed attirano decine di migliaia di spettatori.
La città ha ospitato vari eventi sportivi tra cui i giochi del Commonwealth nel 1994, la manifestazione di pattinaggio di figura Skate Canada International nel 2006, il campionato mondiale di curling maschile nel 2005 ed alcune partite del campionato mondiale di calcio Under-20 2007.
Victoria è la città principale più meridionale del Canada occidentale e dista circa 100 km dalla più grande città della Columbia Britannica, Vancouver. La città si trova a circa 100 km anche da Seattle, raggiungibile in aereo o in traghetto.
La città ha conservato un gran numero dei suoi edifici storici, in particolare i suoi due monumenti più famosi, il parlamento, terminato nel 1897 e sede dell'assemblea legislativa della Columbia Britannica, e l'hotel The Empress, aperto nel 1908. La chinatown della città è la seconda più antica del Nord America dopo quella di San Francisco.
Conosciuta come "The Garden City", Victoria è una destinazione turistica con un settore tecnologico regionale che è diventato la sua più grande industria privata. Victoria è tra le prime venti città del mondo per qualità della vita, secondo Numbeo. La città ha una grande popolazione studentesca non locale, che viene a frequentare il Victoria College of Art, il Canadian College of Performing Arts e programmi di scuole superiori gestiti dai tre distretti scolastici della regione. Victoria è popolare tra i diportisti per le sue coste frastagliate e le spiagge. Victoria è anche popolare tra i pensionati, che vi si recano per il clima temperato e solitamente privo di neve nella zona, nonché il ritmo solitamente rilassato della città.

## Geografia fisica

### Territorio
Victoria è situata in un piccolo golfo nell'estremo meridionale dell'isola di Vancouver che a sua volta si trova a sud-ovest della costa della Columbia Britannica. La separa dagli Stati Uniti, e più precisamente dalla penisola Olimpica nello stato di Washington, lo Stretto di Juan de Fuca, ad est si trova lo Stretto di Georgia con le sue numerose isole tra le quali le statunitensi San Juan Islands e le canadesi isole Gulf.
Il centro abitato è circondato da colline che riparano Victoria dalle abbondanti precipitazioni che caratterizzano la parte occidentale dell'isola. La sua posizione la protegge anche da tempeste e mareggiate. La città si trova al di sotto del 49º parallelo che, in tutta la sua parte più orientale fino alla regione dei Grandi Laghi, costituisce il confine tra il Canada e gli Stati Uniti.

### Clima
Victoria gode di un clima temperato, solitamente classificato come clima oceanico (e qualche volta mediterraneo) con inverni miti e bagnati ed estati relativamente asciutte e miti.
Le temperature giornaliere non superano i 30 °C se non uno o due giorni l'anno, e non cadono sotto i -5 °C se non due notti l'anno in media. Durante l'inverno le temperature medie massima e minima sono rispettivamente 8,2 °C e 3,6 °C. L'estate è altrettanto mite con temperature medie massime di 19,6 °C e minime di 11,3 °C. Raramente Victoria registra temperature più estreme: la temperatura più alta è stata di 36,3 °C l'11 luglio 2007, mentre il record della minima è stato -15,6 °C il 29 dicembre 1968 ed il 28 gennaio 1950. La temperatura non cade sotto i -10 °C dal 1990.
Il totale delle precipitazioni annue in Victoria è di 608 mm. Ciò è molto diverso dai dati registrati nelle vicine città di Seattle (137 km di distanza), 970 mm, e Vancouver (100 km di distanza), 1 219 mm l'anno. Differenze ancora maggiori si registrato addirittura nella stessa Isola di Vancouver: Port Renfrew, a soli 80 km da Victoria, registra 3 671 mm di pioggia l'anno.

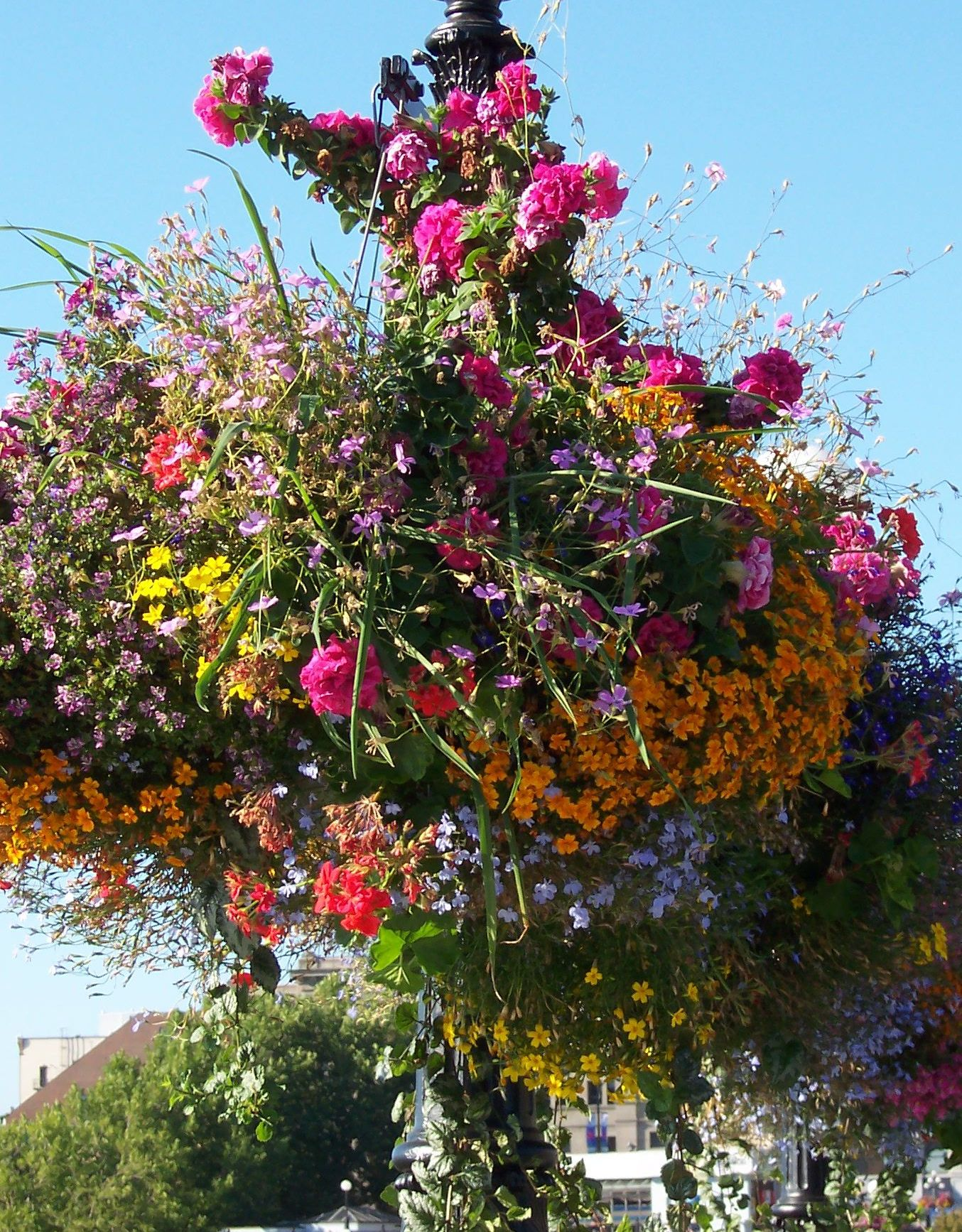
Fiori colorati decorano il centro della "città giardino"

Esiste una netta differenza tra la stagione piovosa e quella secca: quasi due terzi delle precipitazioni annuali cade nei quattro mesi più piovosi (da novembre a febbraio). Il mese più piovoso è dicembre (109 mm e le precipitazioni in questo mese sono otto volte più alte rispetto a luglio, il mese più asciutto (14 mm). Durante i mesi estivi Victoria è una delle città più secche del Canada.
Victoria registra in media 26 cm di neve l'anno. Una volta ogni paio d'anni Victoria riceve grandi nevicate, tra cui più di 100 cm caduti nel dicembre 2006. Capita spesso invece che l'inverno sia quasi senza neve, con 5 cm durante tutta la stagione.
La posizione della città fa sì che gran parte della pioggia sia limitata dalle circostanti montagne. Per questo motivo la città gode di più ore di sole delle zone circostanti. Con 2 223 ore di sole l'anno Victoria è una delle città maggiormente assolate in Columbia Britannica ed in Canada, fatta eccezione per le praterie meridionali.
I benefici del clima sono visibili nei numerosi giardini della città. Nei parchi sono presenti querce, piante di eucalipto, arbutus ed addirittura banane.
| Fonte                        | Mesi | Mesi | Mesi | Mesi | Mesi | Mesi | Mesi | Mesi | Mesi | Mesi | Mesi | Mesi  | Stagioni | Stagioni | Stagioni | Stagioni | Anno  |
| Fonte                        | Gen  | Feb  | Mar  | Apr  | Mag  | Giu  | Lug  | Ago  | Set  | Ott  | Nov  | Dic   | Inv      | Pri      | Est      | Aut      | Anno  |
| ---------------------------- | ---- | ---- | ---- | ---- | ---- | ---- | ---- | ---- | ---- | ---- | ---- | ----- | -------- | -------- | -------- | -------- | ----- |
| T. max. media (°C)           | 7    | 8,6  | 10,6 | 13,1 | 15,9 | 17,9 | 19,8 | 20,1 | 18,5 | 13,8 | 9,4  | 7,1   | 7,6      | 13,2     | 19,3     | 13,9     | 13,5  |
| T. min. media (°C)           | 3    | 3,7  | 4,5  | 6,0  | 8,2  | 10,0 | 11,3 | 11,7 | 10,7 | 7,9  | 5,0  | 3,2   | 3,3      | 6,2      | 11,0     | 7,9      | 7,1   |
| Precipitazioni (mm)          | 94,3 | 71,7 | 46,5 | 28,5 | 25,8 | 20,7 | 14,0 | 19,7 | 27,4 | 51,2 | 98,9 | 108,9 | 274,9    | 100,8    | 54,4     | 177,5    | 607,6 |
| Nevicate (cm)                | 9,7  | 3,5  | 1,1  | 0,0  | 0,0  | 0,0  | 0,0  | 0,0  | 0,0  | 0,0  | 4,1  | 7,8   | 21,0     | 1,1      | 0,0      | 4,1      | 26,2  |
| Ore di soleggiamento mensili | 78   | 102  | 150  | 205  | 267  | 271  | 331  | 303  | 222  | 148  | 81   | 65    | 245      | 622      | 905      | 451      | 2 223 |

Grazie al clima quasi mediterraneo, Victoria e le aree circostanti ospitano molte piante che non possono essere trovate nel resto del Canada. Tra queste vi sono la Quercus garryana, l'Arctostaphylos columbiana e l'unico sempreverde a foglia larga del Canada, l'Arbutus menziesii. Molte di queste specie sono a rischio e si trovano anche nella California centrale e meridionale ed in alcune parti del Messico.

## Storia

### Prime esplorazioni e fondazione
Prima dell'arrivo dei navigatori europei alla fine del XVIII secolo, l'area di Victoria ospitava diverse comunità di popoli della costa Salish, tra cui i Songhees. Gli spagnoli e gli inglesi intrapresero l'esplorazione della costa pacifica nord-occidentale iniziando con le spedizioni di Juan Pérez nel 1774 e di James Cook nel 1778. Sebbene l'area di Victoria nello Stretto di Juan de Fuca non fu esplorata fino al 1790, i marinai spagnoli visitarono Esquimalt Harbour, appena ad ovest di Victoria propriamente detta, nel 1790, 1791 e 1792.
Nel 1841 il commerciante di pellicce, James Douglas fu incaricato dalla Hudson's Bay Company di istituire una stazione commerciale sulla punta meridionale dell'isola di Vancouver, su raccomandazione di George Simpson, nel caso in cui Fort Vancouver cadesse nelle mani degli americani, a seguito delle dispute sul Territorio dell'Oregon. Douglas fondò Fort Albert sul sito dell'attuale Victoria in previsione del risultato del Trattato dell'Oregon del 1846, estendendo il confine britannico nel Nord America lungo il 49 ° parallelo, dalle Montagne Rocciose allo Stretto della Georgia.

### Crescita
Eretta come stazione commerciale della Hudson's Bay Company su un sito originariamente chiamato Camosun (la parola nativa era "camosack", che significa "impeto d'acqua"), nota inizialmente come Fort Albert, l'insediamento fu ribattezzato Fort Victoria nel novembre 1843, in onore della regina Vittoria. I Songhees stabilirono così un villaggio dall'altra parte del porto rispetto al forte, il villaggio dei Songhees fu successivamente spostato a nord di Esquimalt nel 1911. Tra gli anni 1850-1854 furono stipulati una serie di accordi noti come Trattati di Douglas con le comunità indigene per l'acquisto di alcuni appezzamenti di terreno in cambio di merci. Questi accordi hanno contribuito alla creazione della città e a trasformarla in capitale della colonia, anche se sono seguite polemiche sulla negoziazione etica e sul rispetto dei diritti da parte del governo coloniale. Il sovrintendente del forte, Douglas venne nominato secondo governatore della colonia dell'isola di Vancouver, e sarebbe stato la figura di primo piano nel primo sviluppo della città fino al suo ritiro nel 1864.
Quando la notizia della scoperta dell'oro sulla terraferma della Columbia Britannica raggiunse San Francisco nel 1858, Victoria divenne il porto, la base di rifornimento e il centro di equipaggiamento per i minatori diretti ai campi d'oro di Fraser Canyon, passando da una popolazione di 300 a oltre 5 000 abitanti entro pochi giorni. Victoria è stata incorporata come città nel 1862. 

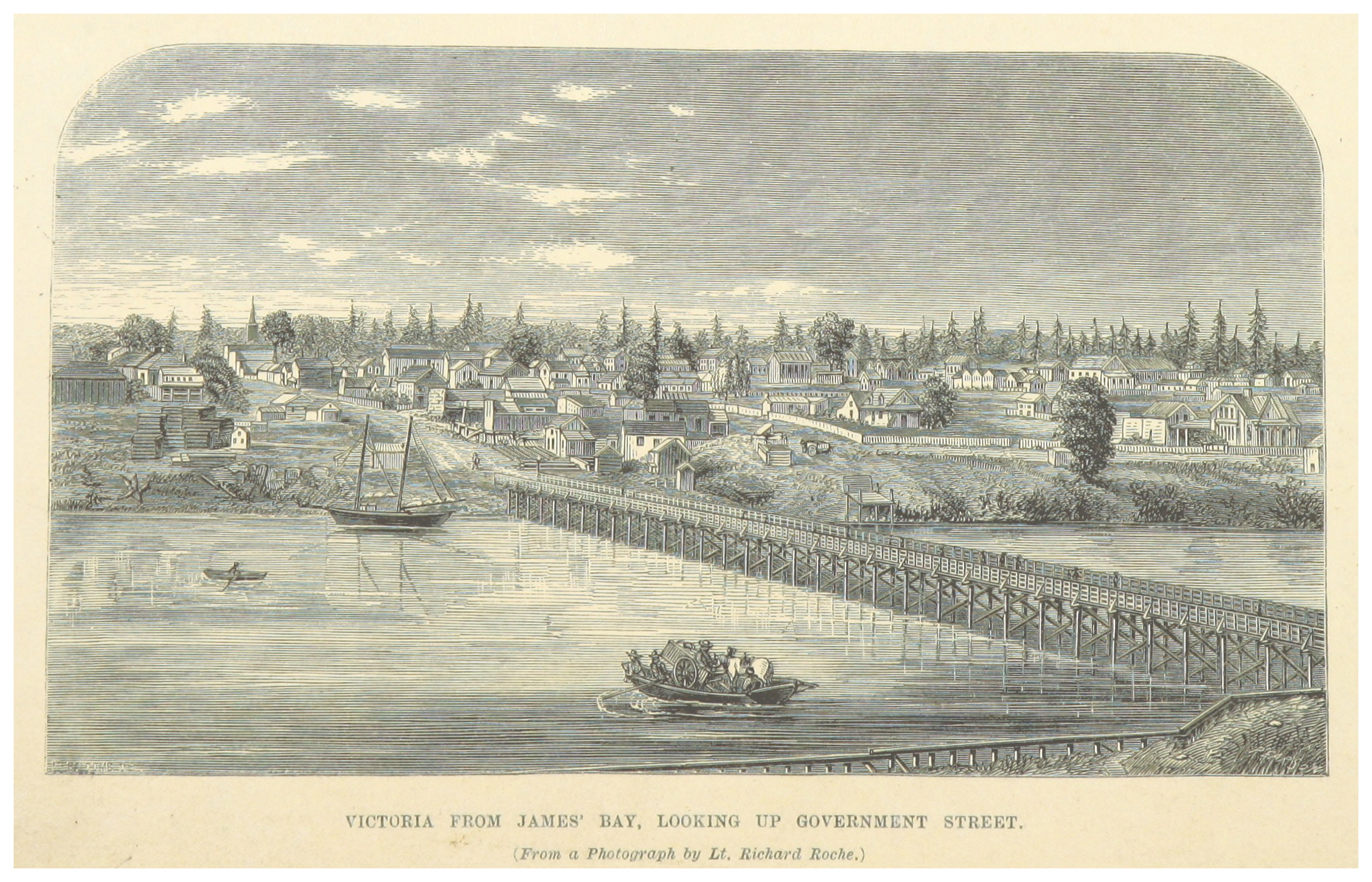
Vista di Victoria dalla baia di James nel 1862. La città venne incorporata in quell'anno come conseguenza della Corsa all'oro del Fraser Canyon.

Nel 1865, la sede della Royal Navy del Pacifico settentrionale fu fondata a Esquimalt e oggi è la base navale della costa del Pacifico del Canada. Nel 1866, quando l'isola era politicamente unita alla terraferma, Victoria fu designata come capitale della nuova colonia unita, al posto di New Westminster, una mossa impopolare sulla terraferma, e rimase comunque la capitale della provincia quando la Columbia Britannica si unì alla Confederazione canadese nel 1871.
Nella seconda metà del XIX secolo, il porto di Victoria divenne uno dei maggiori importatori di oppio del Nord America, servendo il commercio di oppio sin da Hong Kong. Il commercio dell'oppio era legale e non regolamentato fino al 1865, quando il legislatore emise licenze e impose dazi sulla sua importazione e vendita, finché fu vietato nel 1908.

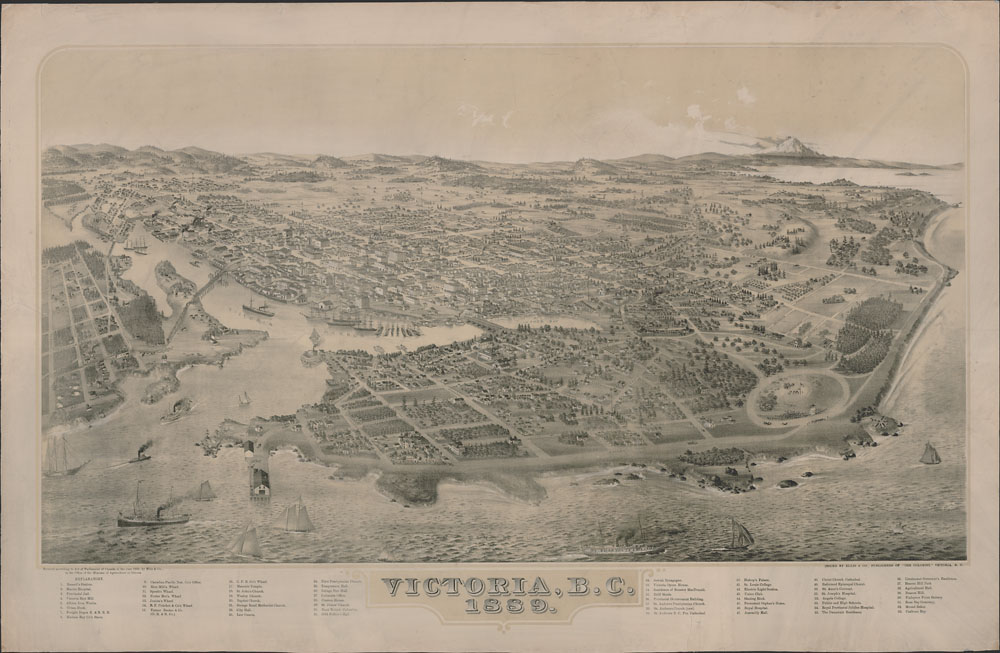
Vista, a volo d'uccello, di Victoria nel 1889.

Nel 1886 con il completamento del capolinea della Canadian Pacific Railway a Burrard Inlet, la posizione di Victoria come centro commerciale della Columbia Britannica fu irrevocabilmente persa a favore di Vancouver. Successivamente la città iniziò a coltivare un'immagine di gentile civiltà all'interno del suo ambiente naturale, aiutata dalle impressioni di visitatori come Rudyard Kipling, l'apertura dei famosi Butchart Gardens nel 1904 e la costruzione dell'Empress Hotel da parte Canadian Pacific Railway nel 1908. Robert Dunsmuir, un importante industriale i cui interessi includevano miniere di carbone e una ferrovia sull'isola di Vancouver, costruì il Castello di Craigdarroch nell'area di Rockland, vicino alla residenza ufficiale del Luogotenente Governatore della provincia. Suo figlio James Dunsmuir divenne premier e successivamente governatore e costruì la sua grande residenza a Hatley Park, utilizzata per diversi decenni come Royal Roads Military College e ora Royal Roads University, nell'attuale città di Colwood.

### Guerre mondiali e attualità
Un boom immobiliare e di sviluppo si concluse poco prima della prima guerra mondiale, lasciando Victoria con un ampio numero di edifici pubblici, commerciali e residenziali edoardiani che hanno notevolmente contribuito al carattere della città. Con il crollo economico e un gran numero di uomini single, Victoria divenne un ambiente ricco di obiettivi per il reclutamento. Due battaglioni di fanteria della milizia, l'88° Victoria Fusiliers e il 50° Gordon Highlanders, si formarono nell'immediato periodo pre-bellico. Victoria era la casa di Sir Arthur Currie, insegnante di scuola superiore e un agente immobiliare prima della guerra, divenne l'ufficiale in comando dei Gordon Highlanders nell'estate del 1914. Prima della fine della guerra avrebbe comandato il Canadian Corps. Un certo numero di comuni che circondano Victoria furono incorporati durante questo periodo, tra cui il municipio di Esquimalt, il distretto di Oak Bay e diversi comuni sulla Penisola di Saanich.
Dalla seconda guerra mondiale l'area di Victoria ha visto una crescita relativamente costante, diventando sede di due importanti università. Dagli anni '80 i sobborghi occidentali sono stati incorporati come nuovi comuni, come Colwood e Langford, noti collettivamente come Comunità occidentali.
La Greater Victoria sperimenta periodicamente le richieste per la fusione dei tredici governi municipali all'interno del distretto regionale della capitale. Gli oppositori della fusione affermano che un governo separato offre ai residenti una maggiore autonomia locale; i sostenitori della fusione sostengono invece che ridurrebbe la duplicazione dei servizi, consentendo un uso più efficiente delle risorse e la capacità di gestire meglio questioni generali e regionali e una pianificazione a lungo termine.

## Monumenti e luoghi di interesse

### Architetture religiose
I primi abitanti di origine britannica e di culto anglicano edificarono nel 1850 una cattedrale che venne però distrutta da un incendio. L'attuale Christ Church Cathedral risale al 1929. A fianco di questa si trova la Church of Our Lord del 1876 appartenente alla chiesa episcopale riformata.
La cattedrale cattolica è la cattedrale di Sant'Andrea edificata nello stile chiamato High Victorian Gothic, un ramo nordamericano dello stile neogotico che riprende elementi architettonici delle cattedrali medievali europee.

### Architetture civili
Tra gli edifici più imponenti di Victoria vi sono gli edifici governativi del complesso dei British Columbia Parliament Buildings e l'Empress, uno storico hotel edificato all'inizio del XX secolo in stile eduardiano. Poco distante dal parlamento si trova il Royal British Columbia Museum che ospita anche l'archivio principale dello stato. Del complesso fa parte anche il più antico edificio della città, Helmcken House così chiamato in onore di John Sebastian Helmcken, medico e politico, che vi ha vissuto dal 1852 alla sua morte nel 1920. Di fronte si trova la più antica scuola della città, il St Ann's Schoolhouse del 1858.

### Aree naturali
Il principale parco cittadino è Beacon Hill Park, affacciato sulla costa meridionale dell'isola, ha un'area di 75 ettari e comprende strutture sportive, giardini con specie botaniche esotiche, laghetti, un piccolo zoo e spazi per manifestazioni pubbliche.

## Cultura

### Istruzione

#### Biblioteche
La biblioteca principale di Victoria è la Greater Victoria Public Library fondata nel 1861.

## Popolazione
La città è nota per il gran numero di pensionati che ospita: circa il 6,4% della popolazione a Victoria ha un'età maggiore a 80 anni. Oltre ad avere la più alta proporzione di ultra ottantenni in aree metropolitane in Canada, la città ha la terza maggiore concentrazione di over-65: 17,8%. Pensionati da tutto il Canada vengono attratti dal clima mite, dai bellissimi paesaggi, dalla possibilità di giocare a golf durante tutto l'anno e dal ritmo di vita rilassato. Victoria è conosciuta scherzosamente nella storia come la città per gli "appena sposati e quasi morti" (in inglese: the newly wed and nearly dead).

## Economia
I settori principali sono il turismo, l'educazione, i servizi e l'amministrazione del governo provinciale. Altri settori sono gli investimenti ed il settore bancario, l'editoria, il settore tecnologico con società farmaceutiche, informatiche, di ingegneria, architettura e telecomunicazioni.
È presente un centro tecnologico, il Vancouver Island Advanced Technology Centre (VIATeC), che media tra industria ed educazione e promuove lo sviluppo di industrie ad alta tecnologia nella regione di Victoria. Uno dei membri del VIATeC è AbeBooks.
Il giornale Victoria Times-Colonist ha riportato il 24 maggio 2007 che per la prima volta nella storia di Victoria l'alta tecnologia è diventata il settore principale dell'economia (di Greater Victoria), scavalcando il turismo.
La regione di Victoria è anche interessata da una rapida espansione del settore immobiliare. L'abbondanza di lavoro e gli alti costi delle proprietà fanno assomigliare la crescita di Victoria a quella di altre città canadesi come Vancouver, Edmonton e Calgary.

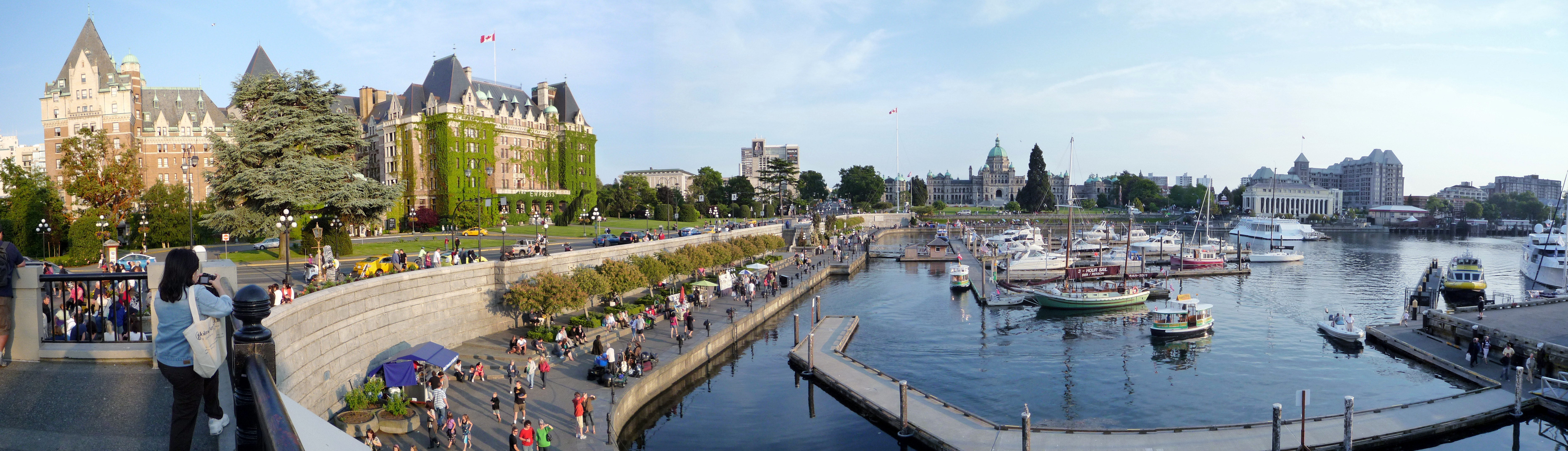

### Porto
Il porto di Victoria consiste di tre parti: l'Outer Harbour (il porto esterno), l'Inner Harbour (il porto interno) e l'Upper Harbour (il porto superiore).
Il porto esterno è principalmente usato per navi di grandi dimensioni, mentre il porto interno e quello superiore sono usati per il traffico costiero ed industriale. Il porto è molto attivo, anche come attrazione turistica e destinazione crocieristica.

### Turismo
Victoria è una delle principali destinazioni turistiche con oltre 3,5 milioni di visitatori pernottanti all'anno che fruttano oltre un miliardo di dollari all'economia locale. Inoltre arrivano tramite navi da crociera oltre 500 000 (sembra un numero molto esagerato)visitatori al giorno che attraccano a Ogden Point vicino al porto interno della città. Molte compagnie di tour operator per l'osservazione delle balene operano da questo porto proprio per la loro assidua presenza in prossimità della sua costa. La città è anche vicino alla base delle forze canadesi Esquimalt, la principale base navale della Marina canadese nell'Oceano Pacifico.

## Amministrazione

### Gemellaggi
Victoria è gemellata con quattro città:
- Suzhou
- Morioka
- Napier
- Chabarovsk